# شورلت سلبریتی
شورلت سلبریتی (به انگلیسی: Chevrolet Celebrity) خودرویی است که در سال‌های ۱۹۸۲ تا ۱۹۹۰در اوشاوا، کانادا، اکلاهوما سیتی، ایالات متحده آمریکا، مکزیک، ونزوئلا، بوگوتا و کلمبیا تولید شده‌است.
این خودرو در کلاس خودروهای اندازه متوسط قرار گرفته و طراحی آن موتور جلو-محور جلو بوده است. سیستم جعبه‌دندهٔ آن ۳ دنده به دو صورت خودکار و دستی است.